# Rodrigo Moreno
Rodrigo Moreno Machado, mais conhecido como Rodrigo Moreno (Rio de Janeiro, 6 de março de 1991), é um futebolista brasileiro com nacionalidade espanhola que atua como atacante. Atualmente joga pelo Al-Rayyan.

## Carreira

### Real Madrid
Rodrigo foi recrutado em 2009 das categorias de base do Celta de Vigo e jogou inicialmente nos Juvenil A, mas foi rapidamente promovido ao Real Madrid C, jogando regularmente nesta filial no inicio de 2010 como titular, marcando 3 gols.

### Benfica
Em 31 de Julho de 2010 ele assinou um contrato de 5 anos com o Benfica por valores não anunciados. No entanto o Real Madrid ficou com cláusula de recompra por 12 milhões de euros durante 2 anos, se ficassem impressionados com o seu rendimento, tendo a mesma sido anulada aquando da transferência de Fábio Coentrão para o clube espanhol em julho de 2011.

### Bolton Wanderers
No dia 31 agosto 2010, Rodrigo foi emprestado ao Bolton, da Inglaterra, por uma temporada.  Ele fez sua estreia pelo novo clube em uma partida da Copa da Liga Inglesa contra o Burnley, no dia 21 setembro de 2010. Já sua estreia na Premier League foi contra o Wigan, no dia 24 de outubro de 2010, vindo do banco de reservas. Dois meses depois, estreou como titular no dia 29 de dezembro de 2010, contra o Chelsea. Marcou o seu primeiro gol contra o Wigan, no dia 5 de janeiro de 2011.

### Retorno ao Benfica
Depois de uma temporada de sucesso na Premier League, Rodrigo impressionou bastante com a sua evolução e foi chamado para retornar ao Benfica e disputar a pré-temporada com o elenco. Apesar do pouco tempo que teve disponível para treinar com o time na pré-temporada, devido à sua convocatória ao Mundial Sub-20 de 2011, o jovem jogador conseguiu impressionar bastante o técnico Jorge Jesus, que teceu grandes elogios à qualidade do atacante e garantiu que ele faria parte dos planos para reforçar o já potente ataque dos encarnados. 
Devido à grande confiança nele depositada pela equipa técnica e dirigentes, o Benfica conseguiu também, no negócio da venda de Coentrão para o Real Madrid, assegurar a anulação da cláusula de recompra que o Real detinha sobre Rodrigo, assegurando que o jogador continuaria a jogar pelas águias. 

### Valencia
No dia 23 de julho de 2014, o jogador foi anunciado oficialmente como novo contratado do Valencia, sendo emprestado até o final da temporada.
Já no dia 2 de dezembro de 2014, Rodrigo revelou que era jogador do Valencia na temporada 2014–15 e nas quatro seguintes (tal como estava estipulado no seu contrato), depois de a Meriton Holdings, a empresa que detém o seu passe, ter comprado o Valencia.

### Leeds United
No dia 29 de agosto de 2020, o Leeds United anunciou a contratação do atacante Rodrigo Moreno. O valor da negociação foi de 27 milhões de libras (R$ 194 milhões na cotação atual).

### Al-Rayyan
No dia 13 de julho de 2023, o Al-Rayyan, do Catar, anunciou a contratação do atacante Rodrigo Moreno. O atacante espanhol assinou um contrato válido por três temporadas.

### Al-Gharafa
No dia 10 de setembro de 2024, o Al-Gharafa, também do Catar, anunciou Rodrigo Moreno como novo reforço do clube. O atacante chega por empréstimo até o final da temporada.

## Seleção Espanhola
Rodrigo é um dos habituais jogadores chamados pelos selecionadores espanhóis jovens. Costuma marcar gol, mas nos sub-21 marcou no dia 11/10/2012 fez um poker no jogo contra a Dinamarca, a contar para o apuramento para o Europeu da categoria. Nesse jogo, em apenas 6 minutos, Rodrigo já havia realizado um hat-trick.
Em outubro de 2014, foi convocado para a Seleção Espanhola principal pelo técnico Vicente del Bosque.

## Família
Rodrigo Moreno Machado é filho de Adalberto, ex lateral-esquerdo do Flamengo e das seleções de base do Brasil na década de 80.

## Títulos
Benfica
- Taça da Liga: 2011–12 e 2013–14
- Campeonato Português: 2013–14
- Taça de Portugal: 2013–14

Valencia
- Copa do Rei: 2018–19

Seleção Espanhola Sub-21
- Eurocopa Sub-21: 2013

Seleção Espanhola
- Liga das Nações da UEFA: 2022–23

### Prêmios individuais
- Equipe do torneio do Campeonato Europeu Sub-21 de 2013